# Ciclismo agli XI Giochi del Mediterraneo
Le competizioni di ciclismo agli XI Giochi del Mediterraneo si svolsero lungo un percorso cittadino appositamente allestito per i Giochi per quanto riguarda le gare su strada, mentre le gare su pista si sono disputate in un velodromo anch'esso appositamente allestito per i Giochi. Da sottolineare che per questa edizione non sono state previste gare a livello femminile.
Per il ciclismo su strada furono organizzate le seguenti prove:
- Prova individuale in linea (solo maschile) con un percorso di 152 chilometri
- Prova a squadre a cronometro (solo maschile) con un percorso di 100 chilometri
- Prova individuale (solo maschile) della lunghezza di 50 chilometri

per un totale di tre medaglie d'oro messe in palio.
Per il ciclismo su pista furono invece organizzate le seguenti prove:
- Prova di inseguimento individuale (solo maschile)
- Prova di velocità (solo maschile)
- Prova del chilometro a cronometro (solo maschile)

per un totale di tre medaglie d'oro messe in palio.

## Medagliere
| Pos.   | Nazione | Oro | Argento | Bronzo | Totale |
| ------ | ------- | --- | ------- | ------ | ------ |
| 1      | Italia  | 3   | 2       | 0      | 5      |
| 2      | Spagna  | 3   | 1       | 4      | 8      |
| 3      | Francia | 0   | 3       | 2      | 5      |
| Totale | Totale  | 6   | 6       | 6      | 18     |

## Sommario degli eventi
| Evento                   | Oro                                                                     | Prestazione | Argento                                                                             | Prestazione | Bronzo                                                          | Prestazione |
| Ciclismo su strada       |                                                                         |             |                                                                                     |             |                                                                 |             |
| Corsa in linea           | Davide Rebellin                                                         | 4h00'00"    | Michele Bartoli                                                                     | s.t.        | Olivier Ackermann                                               | s.t.        |
| Cronometro a squadre     | Italia Flavio Anastasia Luca Colombo Gianfranco Contri Cristian Salvato | 1h57'03"    | Francia Didier Faivre-Pierret Jean-François Bresset Jean-Louis Marel Nicolas Aubier | a 5'18"     | Spagna Alvaro Galdeano José Ortega David Plaza Miguel Fernandez | a 6'40"     |
| 50 chilometri            | Marco Villa                                                             | 1h57'03"    | Eric Magnin                                                                         | a 5'18"     | Iñaki Aranguren                                                 | a 6'40"     |
| Ciclismo su pista        |                                                                         |             |                                                                                     |             |                                                                 |             |
| Inseguimento individuale | Eleuterio Mancebo                                                       | 4'39"61     | Ivan Beltrami                                                                       | 4'45"92     | Adolfo Alperi Plaza                                             |             |
| Velocità                 | José Manuel Moreno                                                      |             | José Antonio Escuredo                                                               |             | Hervé Thuet                                                     |             |
| Chilometro a cronometro  | José Manuel Moreno                                                      | 1'03"805    | Frédéric Magné                                                                      | 1'04"722    | José Antonio Escuredo                                           | 1'05"567    |